# 맨체스터구

맨체스터구의 위치

맨체스터구(영어: Manchester Parish)는 자메이카 중서부에 위치한 구로 행정 중심지는 맨더빌이며 면적은 830km2, 인구는 190,000명(2001년 기준)이다. 미들섹스주에 속하며 서쪽으로는 세인트엘리자베스구, 동쪽으로는 클래런던구, 북쪽으로는 트렐로니구와 접한다.